# Посевная (рабочий посёлок)
Посевна́я — рабочий посёлок в Черепановском районе Новосибирской области России.
Население — 4657 чел. (2021).

## География
Посевная расположена в 100 километрах к югу от Новосибирска, в 9 километрах к северу от районного центра — города Черепаново.
Общая площадь земель составляет 26 665 гектар.
Рельеф — волнистая равнина, характерные овраги, балки. Климат континентальный умеренного климатического пояса. Посёлок входит в лесостепную зону. Встречаются берёзовые и осиновые колки. Есть небольшие водоёмы, которые пользуются популярностью как для отдыха, так и для рыбалки («Училищный», «Старый», «Новый» — самый крупный водоем популярен для отдыха есть песчаный и глинистый пляж). Животный мир: заяц-русак, ласка, куропатка серая, перепел обыкновенный.

## История
В 1910 году началось строительство Алтайской железной дороги, а с пуском в эксплуатацию железной дороги в 1915 году возник разъезд № 9. Неподалёку возникли первые хутора, в советское время поселение начало расти. В 1929 году разъезд № 9 переименовывают в станцию Посевная и организовывают зерносовхоз имени Калмановича.
2 марта 1932 года ВЦИК постановил отнести к категории рабочих поселков посёлок при ж.-д. станции Посевная, Омской жел. дор. (со станцией Посевная, Омской жел. дор.).

## Население
| 1959  | 1970  | 1979  | 1989  | 1996  | 2002  | 2007  |
| ----- | ----- | ----- | ----- | ----- | ----- | ----- |
| 8517  | ↘4372 | ↗4439 | ↗4923 | ↗5100 | ↘4323 | ↗4875 |
| 2009  | 2010  | 2012  | 2013  | 2014  | 2015  | 2016  |
| ↘4564 | ↘4254 | ↗4290 | ↗4389 | ↗4399 | ↘4369 | ↘4324 |
| 2017  | 2018  | 2019  | 2020  | 2021  |       |       |
| ↘4253 | ↘4239 | ↗4261 | ↘4226 | ↗4657 |       |       |

Гендерный состав
По данным Всероссийской переписи населения в 2002 году в посёлке Посевная проживало 4323 жителя, из них 2024 мужчины (47 %), 2299 женщин (53 %).

## Инфраструктура
Главная улица посёлка — Островского, где находятся главные административные здания, школа, магазины, больница. Часть посёлка разделяет железная дорога с оборудованным переездом.
Есть метеостанция.

## Образование
В середине 2000-х в поселке было закрыто профессиональное техническое училище (ранее занимавшееся подготовкой трактористов, каменщиков, механизаторов). В поселке действует Детская школа искусств (со следующими отделениями: хореографическое, народное, фортепиано, хоровое). При Доме культуры существует хор, который широко известен и популярен в районе. В 1932 году в поселке была открыта начальная школа, в 1955 году был построен еще один корпус школы, а сама школа становится семилетней, а в 1962 году — средней. В 1975 году закончилось строительство нового современного здания с хорошими оборудованными кабинетами. В поселке действуют два детских сада.

## Экономика
C 1930-х годов в посёлке функционировал совхоз. После нескольких смен собственников, в 2002 году совхоз был признан банкротом, имущество распродано. На сегодняшний день в посёлке функционируют четыре крупных предприятия: ЗАО «Посевнинская птицефабрика» (построенная в 1961 году, она входила в структуру совхоза), ООО «Посевнинский завод спецтехники» (В 1930-е годы начинал своё развитие, как мастерская сельхозмашин — завод «Автозапчасть», в 1966 году завод вошёл в Уральское объединение УГА ЛАЗ, выпускал запасные части для автомашин Урал. В конце 1980-х годов завод перешёл на производство мобильных пожарных машин. В 1999 году завод вошёл в холдинг «УСПТК» и по сей день производит противопожарную технику), ОАО «Газпромнефть Новосибирск», Черепановская нефтебаза (закрыта), ХПП ООО «Посевное-хлебопродукт».

## Транспорт
В посёлке имеется станция на железной дороге Новосибирск — Барнаул. Автобусное сообщение с жд-станцией «Черепаново» и селами Дорогина Заимка и Пятилетка. Расстояние до автомагистрали М52 (Новосибирск — Барнаул) — 3 километра.

## Русская православная церковь
Имеется храм в честь Пантелеимона Целителя (в апреле 1995 года началось богослужение в храме.)

## Памятники
В поселке есть памятник войнам — землякам ВОВ.

## Известные уроженцы
- Ринне, Паули Унович (1934—2021) — советский актёр, театральный режиссёр, заслуженный артист РСФСР (1970), народный артист Карельской АССР (1984).